# Чарнас, Раполас
Раполас Чарнас (лит. Rapolas Čarnas; 13 ноября 1900 — 27 декабря 1926, Каунас) — деятель коммунистического движения Литвы.

## Биография
Являлся одним из руководителей Коммунистической партии Литвы, участвовал в подпольной работе.

## Военный переворот в Литве (1926)
После переворота Сметоны вместе с другими руководящими работниками КП Литвы предстал перед военным трибуналом по обвинению в подготовке к коммунистическому восстанию и вместе с Юозасом Грейфенбергерисом, Каролисом Пожелой и Казисом Гедрисом приговорен к смертной казни. Осуждённые были расстреляны 27 декабря 1926 в VI форте Каунаса.

## Память
- В советское время в Вильнюсе улица Ча́рно была названа его именем.
- В 1973 году в Каунасе был установлен памятник «Четверо коммунистов» (иначе «Четверо коммунаров»; скульпторы Бронюс Вишняускас и Наполеонас Пятрулис), ныне находится в экспозиции советских скульптур в парке Грутас[2].
- Именем «Раполас Чарнас» назван первый в серии рыболовный траулер (проект 394 тип Маяковский; порт приписки — Клайпеда), построенный в 1963 году на заводе «Балтия».[3]